# Chiesa di Sant'Egidio (Luckington)
La chiesa di Sant'Egidio (in inglese Church of St Giles) è la chiesa anglicana che si trova a Alderton, villaggio nella parrocchia civile di Luckington, contea del Wiltshire nel Sud Ovest dell'Inghilterra, Regno Unito. Il luogo di culto risale all'XI o al XII secolo, rientra nella diocesi di Bristol ed è considerato un monumento classificato di seconda categoria per il suo particolare interesse storico e architettonico.

## Storia

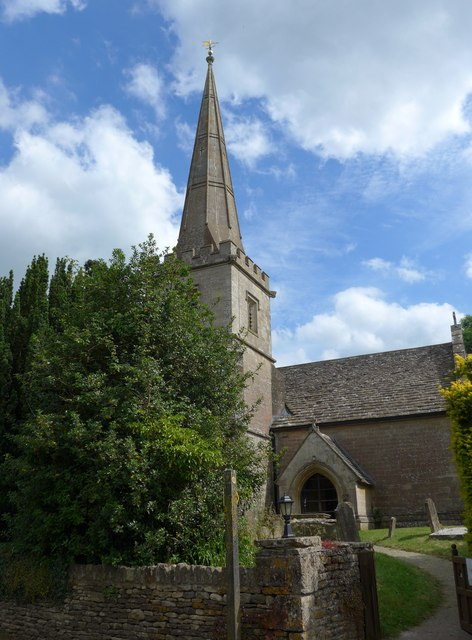
Esterni della chiesa con la torre

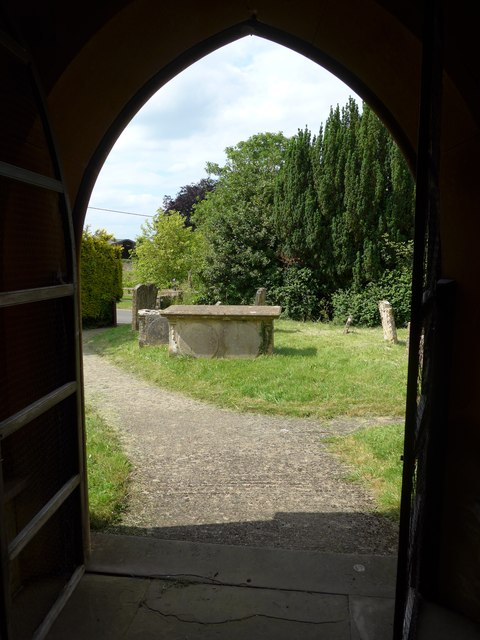
Cimitero visto dal portale della chiesa

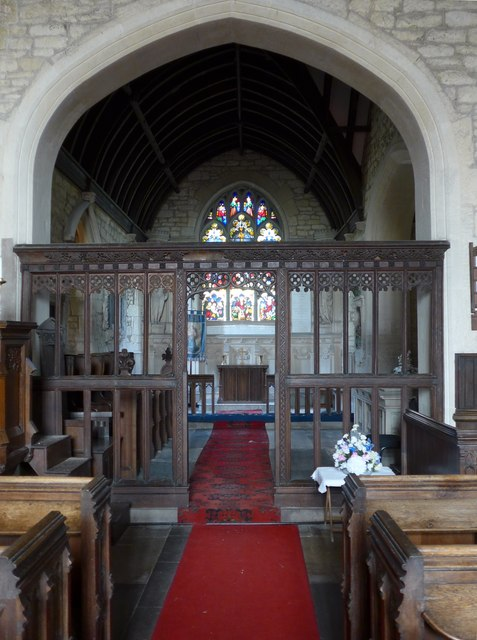
Interno della sala

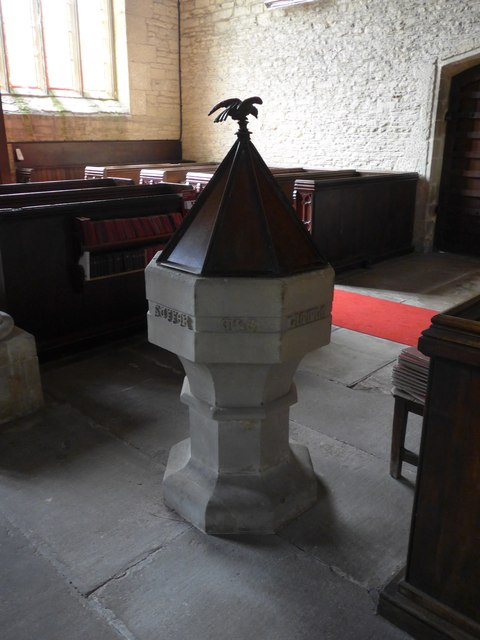
Fonte battesimale

Si pensa che la chiesa risalga all'incirca all'XI o al XII secolo, sebbene ci sia stata una vasta ricostruzione nel XIX secolo, quando alla torre fu aggiunta anche una guglia. La chiesa fu ampiamente ricostruita durante la ristrutturazione del XIX secolo intrapresa da James Thomson utilizzando elementi della chiesa del XII-XV secolo. Le caratteristiche originali rimaste dopo questo includevano archi a sesto acuto, il tetto della navata, i pilastri sassoni della porta nord e gran parte della torre. Si sa poco della chiesa prima della ricostruzione ma ci sono forti indicazioni che debba essere stata una delle strutture ecclesiastiche più antiche incontrate in un villaggio inglese. Secondo i rendiconti parlamentari del 1811, la parrocchia conteneva 29 case e 153 abitanti. Questa parrocchia appartenne per oltre 300 anni alla famiglia dei Gore, molti dei quali erano cavalieri o persone che ricoprivano un ruolo importante. L'Old Manor House, che non esiste più, era situata a nord della chiesa. Thomas Gore, un antiquario e scrittore politico di notevole importanza nel XVII secolo, nacque nella casa padronale del villaggio nel 1631. Molto di ciò che sappiamo di questa chiesa prima della ricostruzione proviene da James Thomson e dalle sue ricerche. I suoi disegni della chiesa prima dell'inizio dei lavori sono molto preziosi a questo proposito e sembrano essere tutto ciò che esiste. La chiesa originale aveva solo una torre quadrata standard e l'elemento della guglia fu aggiunto durante la ricostruzione del XIX secolo. Ci sono alcuni cambiamenti significativi rispetto alla chiesa recente. A parte la riconfigurazione dei banchi, la porta del portico sud è scomparsa. Il pulpito è riposizionato sul lato più lontano della porta della sagrestia, sebbene il fonte battesimale sembri essere ancora nella sua posizione originale. La croce che risale a circa il XV secolo è mantenuto nella sua posizione originale e, a un certo punto, un organo fu installato nell'estremità occidentale della chiesa.

## Descrizione
L'English Heritage ha inserito dal 28 ottobre 1959 la chiesa di Sant'Egidio di Alderton (Luckington) tra gli edifici storici come monumento classificato di seconda categoria col numero 1022362. La chiesa appartiene alla diocesi di Bristol.

### Esterni
La chiesa sorge nella parte settentrionale di Alderton, villaggio di Luckington nella contea del Wiltshire nel Sud Ovest dell'Inghilterra, Regno Unito. L'edificio è costruito in pietra squadrata e segue lo stile gotico inglese. La torre si alza su tre piani e alla base ha contrafforti diagonali. Si nota la sporgenza della scala a est fino alla base del campanile. Si conclude con balaustra merlate e guglia a base ottagonale incassata. I tetti sono in ardesia con frontoni a corona. Attorno alla chiesa si trova il cimitero della comunità.

### Interni
La sala è di grandi dimensioni con navata che conserva una copertura originale con travi a collare rinforzate ad arco del XV secolo. Le intersezioni del transetto e della navata laterale e i tetti del transetto e del presbiterio sono più elaborati. La navata ha un'arcata a tre campate del 1200 circa molto restaurata con pilastri circolari e archi a sesto acuto a due smussi, con mensole intagliate sui pilastri terminali. Di interesse anche un arco a sesto acuto modellato sul lato nord della torre. Il fonte battesimale ottagonale è apparentemente originale ma riadattato con l'aggiunta di una fascia per l'iscrizione e una copertura in legno. Anche la parete in legno del XV secolo è originale, restaurata, con intaglio a vite nella cornice e testa traforata all'apertura centrale. L'arco del presbiterio è semplice con archi in stile Tudor e archi all'estremità orientale della navata e all'estremità settentrionale della cappella. Il tetto della navata sud è su mensole intagliate. La cappella ha banchi rivolti a nord e una galleria all'estremità meridionale. Il presbiterio ha elaborati pannelli in pietra intagliata all'estremità orientale, che incorniciano in parte la finestra orientale con nicchie angolari a baldacchino e grandi statue raffiguranti San Giovanni Battista e Santa Maria Maddalena. Tra gli arredi si trova una cassetta per le elemosine in pietra intagliata. I banchi del XIX secolo hanno estremità delle panche finemente intagliate da W.H. Rogers, il presbiterio ha una fila di stalli. Nella sala sono presenti molti monumenti funebri.